# Miguel Graça Moura
Miguel da Graça Moura (Porto, 15 de Março de 1947) é um maestro, pianista, empreendedor cultural, compositor, professor e autor português. 

## Biografia pessoal
Nasceu no seio de uma família da média-alta burguesia portuense, penúltimo dos nove filhos de Mário da Graça Moura (advogado) e Maria Albertina Pinto Amorim da Costa da Graça Moura (doméstica).
Os pais, educando-o no seio da religião católica e de princípios políticos da direita conservadora, dedicaram sempre muita atenção à cultura, promovendo em casa (uma vivenda na zona nobre da freguesia da Foz do Douro), durante a infância do filho, serões culturais no decorrer dos quais as irmãs tocavam piano e os irmãos apresentavam textos próprios sobre os mais diversos temas. No decorrer de uma dessas sessões, foi descoberto o seu ouvido absoluto, rapidamente confirmado por testes realizados no Curso Silva Monteiro. 
Cedo desenvolveu um espírito rebelde e de contestação da ideologia familiar, que o levou à ruptura com a religião nos anos 1960 (depois de começar a estudar Filosofia no antigo 7º ano do liceu) e à saída da casa da família em 1977. 
Durante a juventude e até à meia-idade, foi considerado pelos que com ele privaram um bon vivant, que praticou hipismo e foi piloto de aeronaves ligeiras (com brevet de Piloto Particular de Aeroplanos / Classe 1 obtido em agosto de 1969 na Escola de Pilotagem do Aeroporto de Pedras Rubras), amante dos prazeres da vida – incluindo, como afirmou, o sol, o mar, a praia, a boa comida e bebida, e o «prazer da Cultura», pelo qual sempre se bateu, nomeadamente organizando desde 2011 reuniões periódicas nas quais um orador voluntário discorre sobre um assunto da sua escolha, seguindo-se debate –, e venerador do sexo oposto, (sem todavia cair no «feminismo woke», que diz sempre ter abominado). 
Casou duas vezes (sem nunca ter tido filhos), a primeira, a 20 de Dezembro de 1970, com Maria Joana Gagliardini Graça de Sousa Barbosa, então estudante de Escultura na Escola Superior de Belas-Artes do Porto (tendo o divórcio de ambos, ocorrido em 1973, sido decretado a 18 de Maio de 1974) e a segunda, a 7 de Abril de 1986, com Isabel Maria Cruz de Almeida Melo (com divórcio a 11 de Junho de 1990). 
Viveu depois em união de facto, entre 2005 e 2015, com Rita Maria da Conceição Souto numa vivenda por ele desenhada, com projecto completado pela arquitecta Manuela Nascimento, da empresa Alser, construída em 2004-2005 no lote 100 da Herdade do Zambujeiro (Santo Estêvão), por si adquirido em 1996, ficando toda a propriedade na posse da ex-companheira após a separação. 

## Biografia profissional
Em outubro 1981, como bolseiro do Ministério da Cultura português e do governo francês, foi procurar em França formação superior em áreas à época inexistentes em Portugal: estudou em Estrasburgo, no Conservatoire National de Région, Análise Musical com René Schmidt (1981-84), e na mesma cidade, em Paris e em Reims Direcção de Orquestra com Jean-Sébastien Béreau (1981-85), concluindo ambos os cursos com a classificação máxima (“Premier Prix”). 
Regressou a Portugal em 1987, para ingressar no gabinete do ministro da Educação, Roberto Carneiro, de quem foi assessor (1987-1991) e com quem elaborou a reforma do ensino artístico em Portugal (Decreto-lei nº 344/90 de 2 de Novembro). 

## Problemas judiciais
Foi do conhecimento público, em inícios do século XXI (com cobertura, por exemplo, pelo Público e o Expresso, em particular entre os anos 2002 e 2004), a existência de um conflito aberto entre o Maestro e Pedro Santana Lopes (PSL), ex-secretário de Estado da Cultura e presidente da CML de 2002 a 2005. Na origem, terá estado uma referência velada do Maestro, em entrevista à revista inglesa The Strad de Junho 1993, à resposta de Santana Lopes, num inquérito do Expresso, acerca da obra musical que mais apreciava: os inexistentes «Concertos para Violino» de Chopin (episódio que entrou no anedotário nacional). A CML era o principal financiador de AMEC e presidente do seu Conselho Superior de Promotores (CSP, órgão criado pelo Maestro para reforçar o peso na estrutura directiva dos principais patrocinadores da associação, como a CML, os ministérios e secretarias de Estado envolvidos e alguns bancos). Isto poderá explicar a tentativa de PSL de demitir o Maestro logo que tomou posse como autarca, não o tendo, porém, conseguido (segundo o testemunho de Artur Galvão Teles, que como assessor do então ministro da Cultura, Pedro Roseta, esteve presente na reunião do CSP em que PSL tentou obter essa demissão, tendo-lhe sido então explicado que legalmente tal só poderia ocorrer em assembleia geral da AMEC). Solicitou depois ao Ministério das Finanças, cuja titular era Manuela Ferreira Leite, uma auditoria às contas da AMEC, que foi levada a cabo pelo próprio ministério em articulação com a Pricewaterhouse Coopers. A auditoria levou a Maestro a pagar uma verba de IRS correspondente a despesas de representação que lhe eram pagas pela AMEC (assim como as férias, por decisão registada em acta do CSP, de que uma das competências consistia em aprovar vencimentos e regalias dos órgãos sociais).
Pese embora a pouca gravidade das irregularidades encontradas, sobretudo ao nível da contabilidade e facilmente sanáveis, em Janeiro de 2011 o Maestro foi acusado pelo Ministério Público de, enquanto líder do projecto, se ter apropriado indevidamente de dinheiros públicos para fins pessoais na ordem de centenas de milhares de euros. 
O processo judicial culminou a 29 de Janeiro de 2013 com a condenação do Maestro a uma pena de cinco anos de cadeia por peculato e falsificação de documento, suspensa por igual período.  O colectivo judicial determinou no acórdão que o Maestro deveria pagar 690 mil euros à entidade gestora da OML e outros 30 mil à CML, e que se, no prazo de um ano, não liquidasse parte da verba (210 mil euros) teria de cumprir prisão efectiva. O Maestro recorreu para o Tribunal da Relação de Lisboa, que recusou o recurso e manteve a condenação.  Dado tratar-se de pena inferior a oito anos, o Maestro não pôde recorrer para o Supremo Tribunal de Justiça, como pretendia, convicto de que nessa instância a sentença seria anulada. Mas, sendo o crime de peculato aplicável apenas a funcionários públicos – o que o Maestro não era, dado a AMEC ser uma associação de direito privado  –, apresentou recurso relativamente a esse tópico para o Tribunal Constitucional, que porém se declarou incompetente para julgar a questão.
A pena foi considerada extinta a 24 de Setembro de 2021 por decisão do Tribunal Judicial da Comarca de Lisboa , e o seu registo ficado automaticamente limpo a 10 de Outubro do mesmo ano. 
Entre os registos analisados no processo, estavam viagens e estadas em resorts turísticos de luxo na Tailândia, no Quénia ou na ilha Maurícia e compras de jóias, roupas, bebidas, lingerie feminina e masculina e um anel em ouro apresentadas pelo Maestro e pagas pelo orçamento da AMEC. O Maestro alegou que todas as facturas foram justificadas e que faziam parte de despesas de representação em operações diplomáticas destinadas a abrir portas para a OML se deslocar a certos países estrangeiros, em particular na Ásia, onde terá sido a orquestra portuguesa que mais actuou desde sempre, com concertos dados na Tailândia, na Coreia do Sul, na Índia, no Japão e em Macau, implicando abordagens prévias de diplomacia e charme. Comparando a sua actividade com a dos diplomatas, ele chegou a escrever: «Não se levam maestros a tascas nem se hospedam em pensões».  Foi referido nos autos que também foi paga ao Maestro parte da sua indumentária (apenas a profissional), justificada pelo mesmo critério.